# Xestia c-nigrum
Xestia c-nigrum là một loài bướm đêm trong họ Noctuidae.

## Hình ảnh

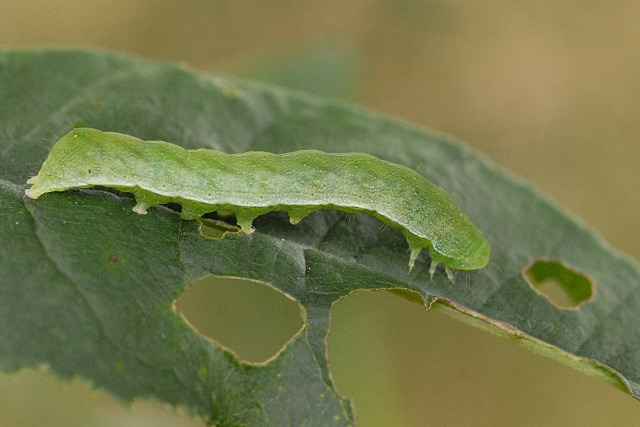
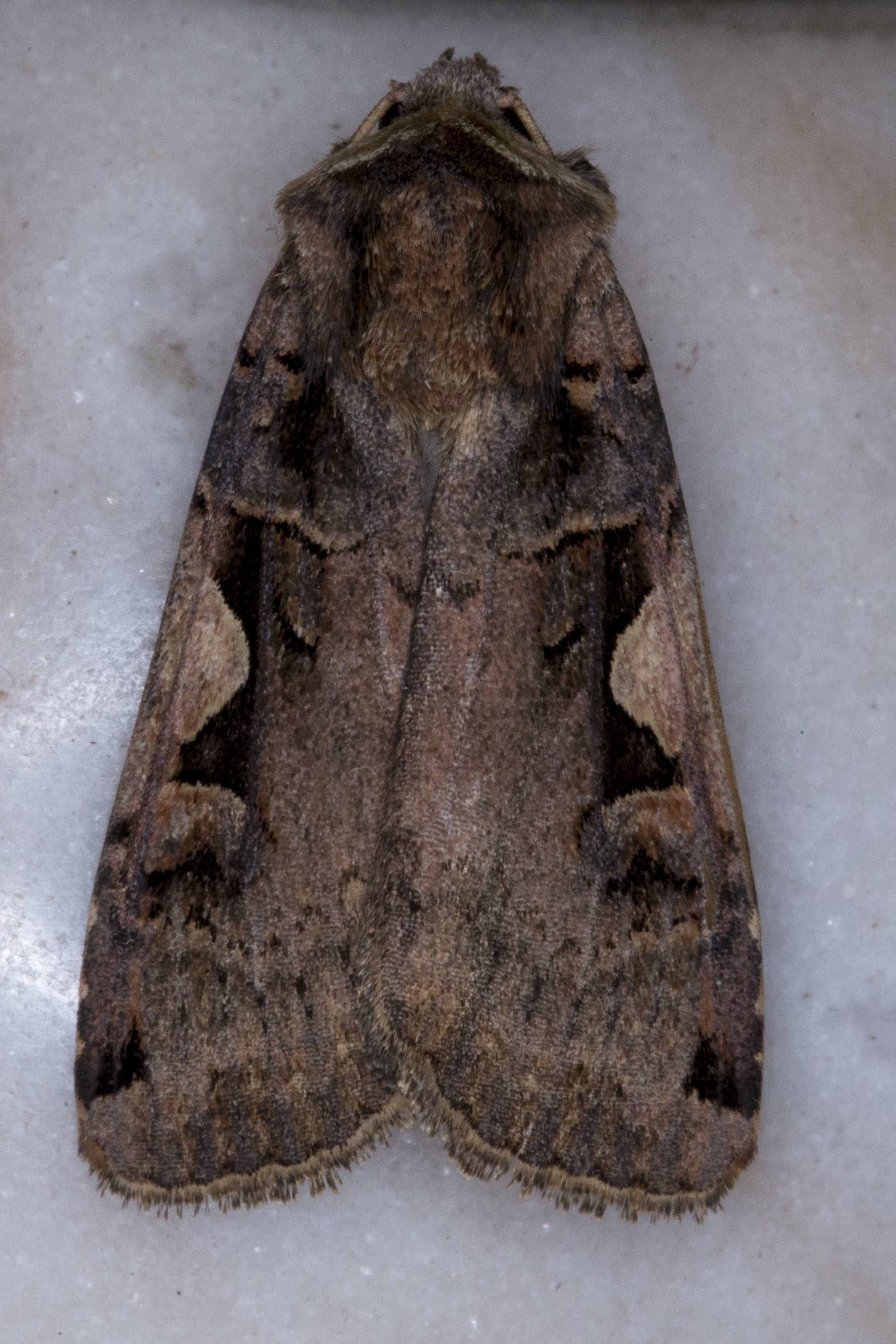
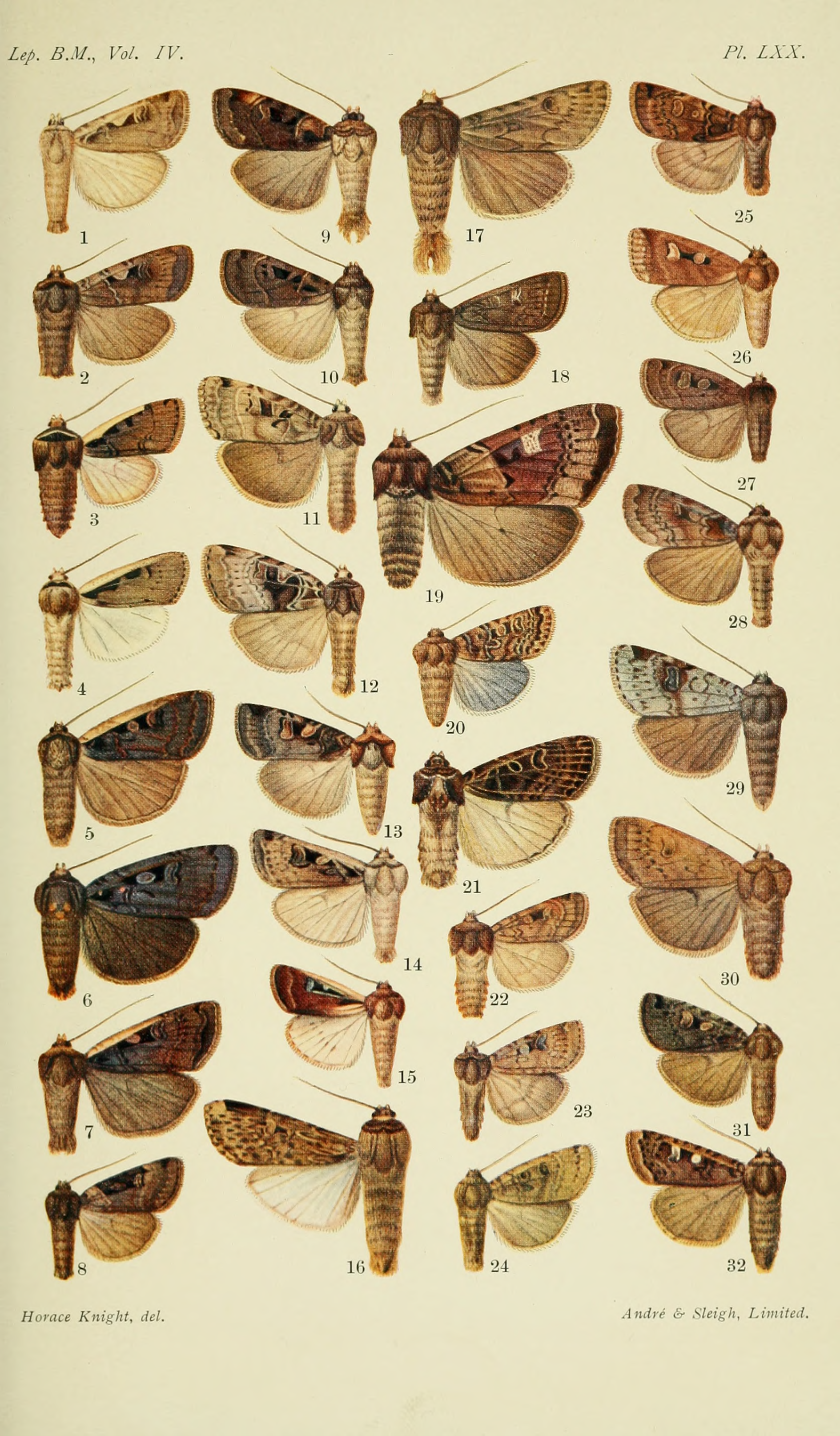
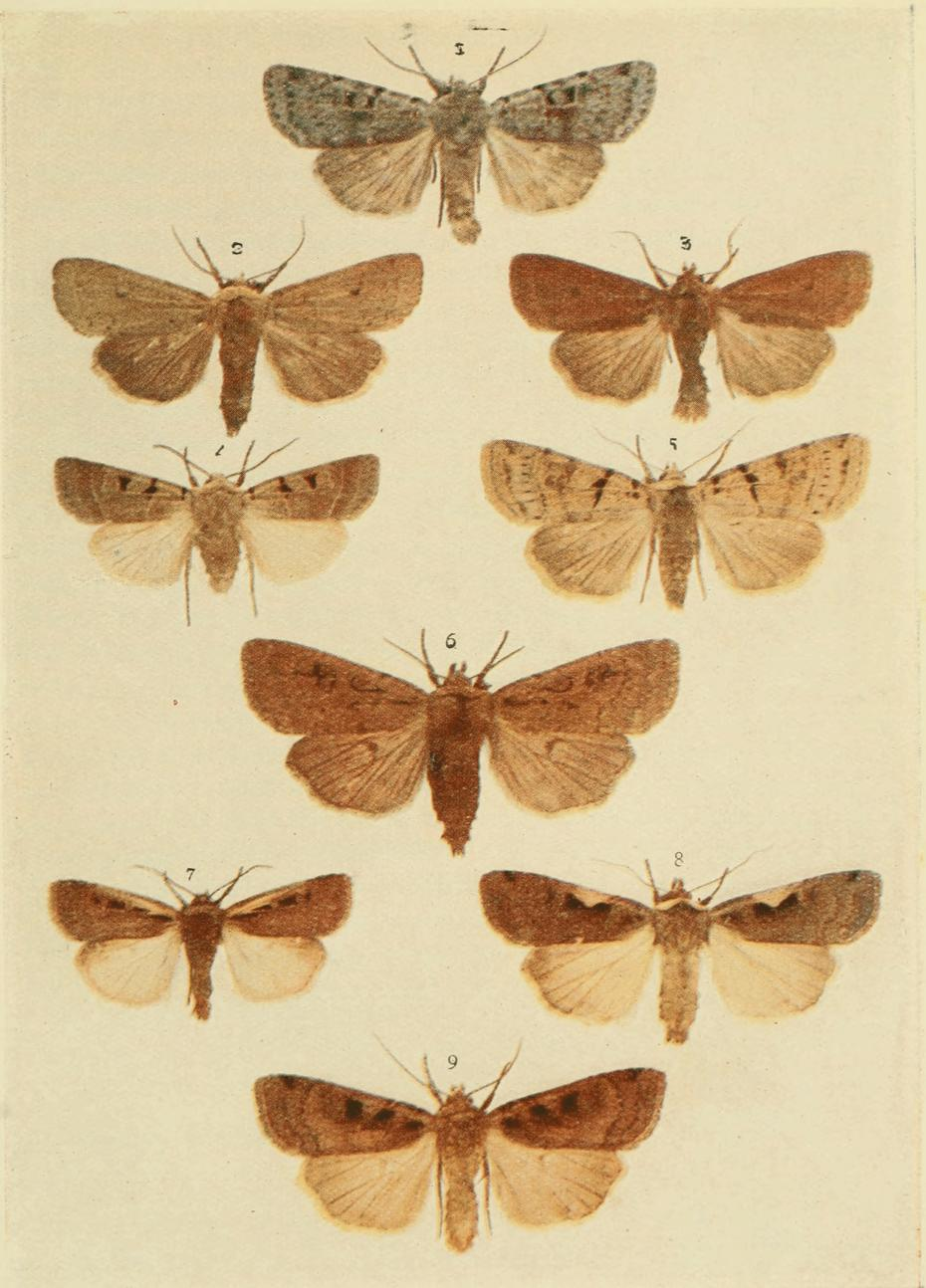